# Meba Kalumba Diallo
 (juillet 2025).
Meba Kalumba Diallo, né le 9 mai 1969 à Kamuesha dans la province du Kasaï en République Démocratique du Congo, est un homme politique congolais. Il est député national élu de la circonscription électorale de Tshikapa Territoire dans la province du Kasaï.

## Biographie

### Jeunesse et études
Né le 9 mai 1969 à Kamuesha, il est détenteur d’une licence en Sociologie, faculté des Sciences sociales, politiques et administratives de l’université de Lubumbashi et a aussi une expertise en matières de sécurité avec une spécialisation en subversion et contre subversion et à une autre en matière des mines.

### Carrière
De 24 septembre 2008 à 2015, il fut administrateur du territoire de Tshikapa nommé sur Ordonnance présidentielle N• 08/058 du 24 septembre 2008.
Il est depuis 2016 à ce jour assistant II d’universités à l’Institut Supérieur Pédagogique de Tshikapa (ISP/Tshikapa) dans la province du Kasaï et continue ses études de DES/DEA en sociologie à l’Université de Kinshasa (UNIKIN).
Aux élections de décembre 2018, il a été élu Député provincial du Kasaï dans la circonscription électorale de Tshikapa territoire,.
Après remaniement du gouvernement provincial, du Kasaï par le gouverneur Dieudonné Pieme en 2021, il a été nommé Ministre provincial de l’Agriculture, Affaires Foncières, Urbanisme, Habitat, Environnement et Encadrement de la paysannerie. Pendant ses fonctions il avait mis en place une politique qui visait à lutter contre la hausse du prix et la rareté des denrées alimentaires notamment les maïs dans la province du Kasaï et autres.
Actuellement, Meba Diallo est cadre du parti politique Mouvement pour la Libération du Congo (MLC) cher à Jean-Pierre Bemba auquel il est élu Député national, de la circonscription électorale de Tshikapa territoire aux élections de 30 décembre 2023.